# Леандер Дендонкер
Леандер Дендонкер (нід. Leander Dendoncker, нар. 15 квітня 1995, Пассендале) — бельгійський футболіст, опорний півзахисник клубу «Астон Вілла» і національної збірної Бельгії. На умовах оренди грає за «Андерлехт».

## Клубна кар'єра
Народився 15 квітня 1995 року. Вихованець юнацьких команд футбольних клубів «Брюгге» та «Андерлехт».
У дорослому футболі дебютував 2013 року виступами за основну команду того ж «Андерлехта». Протягом перших сезонів у першій команді використовувався в ротації, а з сезону 2015/16 вже став основним гравцем в опорній зоні півзахисту. Наступного сезону завоював свій загалом другий та перший в статусі гравця основного складу команди титул чемпіона Бельгії.
2018 був орендований, а вже 2019 викуплений англійським «Вулвергемптоном».
1 вересня 2022 року за 13 млн фунтів перейшов у «Астон Віллу».

## Виступи за збірні
2010 року дебютував у складі юнацької збірної Бельгії, взяв участь у 24 іграх на юнацькому рівні, відзначившись 2 забитими голами.
З 2014 року залучався до складу молодіжної збірної Бельгії. На молодіжному рівні зіграв у п'яти офіційних матчах.
2015 року 20-річний на той момент півзахисник дебютував в офіційних матчах у складі національної збірної Бельгії. В подальшому не дуже регулярно виходив на поле в іграх збірної, однак, маючи на той момент в активі чотири гри за національну команду, був включений до її заявки на чемпіонат світу 2018 року. Розпочинав турнір як резервний гравець. Вийшов у стартовому складі і відіграв усі 90 хвилин у заключному матчі групи проти Англії, на момент якого обидві команди-учасниці успішно вирішили завдання виходу до плей-оф і на який тренери обох команд виставили резервні склади.
| Дата       | Місто           | Господарі            | Результат | Гості       | Турнір                               | Голи | Примітки |
| ---------- | --------------- | -------------------- | --------- | ----------- | ------------------------------------ | ---- | -------- |
| 7-6-2015   | Сен-Дені        | Франція              | 3 – 4     | Бельгія     | товариський матч                     | -    | 85'      |
| 13-11-2016 | Брюссель        | Бельгія              | 8 – 1     | Естонія     | Відбір до ЧС 2018                    | -    |          |
| 3-9-2017   | Афіни           | Греція               | 1 – 2     | Бельгія     | Відбір до ЧС 2018                    | -    | 89'      |
| 7-10-2017  | Сараєво         | Боснія і Герцеговина | 3 – 4     | Бельгія     | Відбір до ЧС 2018                    | -    | 29'      |
| 11-6-2018  | Брюссель        | Бельгія              | 4 – 1     | Коста-Рика  | товариський матч                     | -    | 66'      |
| 28-6-2018  | Калінінград     | Англія               | 0 – 1     | Бельгія     | ЧС 2018 - груповий етап              | -    | 33'      |
| 21-3-2019  | Брюссель        | Бельгія              | 3 – 1     | Росія       | Відбір до ЧЄ 2020                    | -    |          |
| 24-3-2019  | Нікосія         | Кіпр                 | 0 – 2     | Бельгія     | Відбір до ЧЄ 2020                    | -    |          |
| 9-9-2019   | Глазго          | Шотландія            | 0 – 4     | Бельгія     | Відбір до ЧЄ 2020                    | -    |          |
| 8-10-2020  | Брюссель        | Бельгія              | 1 – 1     | Кот-д'Івуар | товариський матч                     | -    | 64'      |
| 11-11-2020 | Геверле         | Бельгія              | 2 – 1     | Швейцарія   | товариський матч                     | -    | 46'      |
| 18-11-2020 | Геверле         | Бельгія              | 4 – 2     | Данія       | Ліга націй УЄФА 2020-2021 - 1-й етап | -    |          |
| 24-3-2021  | Лестер          | Бельгія              | 3 – 1     | Уельс       | Відбір до ЧС 2022                    | -    |          |
| 27-3-2021  | Прага           | Чехія                | 1 – 1     | Бельгія     | Відбір до ЧС 2022                    | -    |          |
| 30-3-2021  | Геверле         | Бельгія              | 8 – 0     | Білорусь    | Відбір до ЧС 2022                    | -    | 64'      |
| 3-6-2021   | Брюссель        | Бельгія              | 1 – 1     | Греція      | товариський матч                     | -    |          |
| 6-6-2021   | Брюссель        | Бельгія              | 1 – 0     | Хорватія    | товариський матч                     | -    | 81'      |
| 12-6-2021  | Санкт-Петербург | Росія                | 0 – 3     | Бельгія     | ЧЄ 2020 - груповий етап              | -    |          |
| 17-6-2021  | Копенгаген      | Данія                | 1 – 2     | Бельгія     | ЧЄ 2020 - груповий етап              | -    | 59'      |
| 27-6-2021  | Севілья         | Бельгія              | 1 – 0     | Португалія  | ЧЄ 2020 - 1/8 фіналу                 | -    | 90+3'    |
| Усього     |                 | Матчів               | 20        |             | Голів                                | 0    |          |

## Титули і досягнення
- Чемпіон Бельгії (2):

«Андерлехт»:  2013-2014, 2016-2017
- Володар Суперкубка Бельгії (1):

«Андерлехт»: 2013, 2014
- Бронзовий призер чемпіонату світу: 2018